# Martin Červíček
Martin Červíček (* 3. dubna 1972 Náchod) je český politik a bývalý policista, v letech 2020 až 2024 hejtman Královéhradeckého kraje (předtím v letech 2016 až 2020 působil jako 1. náměstek hejtmana), v letech 2012 až 2014 policejní prezident Policie České republiky. Před jmenováním do této funkce zastával funkci náměstka policejního prezidenta. V říjnu 2018 byl zvolen senátorem za obvod č. 47 – Náchod. V letech 2014 až 2022 byl zastupitelem obce Vysokov. Od února do října 2020 působil též jako předseda Senátorského klubu ODS.

## Kariéra
Vystudoval Policejní akademii ČR v bakalářském studijním programu „Bezpečnostně právní studia“ a následně magisterský program „Sociální pedagogika“ na Univerzitě Hradec Králové. U policie pracuje od roku 1990. Bydlel a působil v Náchodě.
V letech 2007–2008 působil jako ředitel služby dopravní policie. Způsob jeho dosazení do funkce (a sesazení jeho předchůdce pana Bambase) podle rozhlasové stanice Frekvence 1 budil přinejmenším rozpaky; Frekvence 1 v souvislosti s tím kladla otázky, jak dlouho se znal s náměstkem policejního prezidenta a bývalým ředitelem okresního ředitelství v Trutnově Ivanem Bílkem. Těsně před výběrovým řízením byl Červíček povýšen, takže jako jediný z uchazečů splnil podmínky. Nestandardně se konala na tutéž funkci dvě výběrová řízení krátce po sobě.
Následně (do března 2011) působil jako ředitel Krajského ředitelství policie hlavního města Prahy. Poté vykonával do srpna 2012 funkci náměstka policejního prezidenta pro Službu kriminální policie a vyšetřování.

### Policejní prezident
Ve funkci policejního prezidenta nahradil Petra Lessyho, kterého 29. srpna 2012 odvolal ministr vnitra Jan Kubice poté, co byl Lessy pracovníky Generální inspekce bezpečnostních sborů obviněn z přečinů zneužití pravomoci úřední osoby a pomluvy.
Raketový vzestup v kariérním postupu Červíčka byl kritizován kvůli obcházení zákonů při jmenování do vyšších funkcí.
Dne 28. října 2013 jej prezident Miloš Zeman jmenoval brigádním generálem.
Poté, co ministr vnitra v demisi Martin Pecina 3. prosince 2013 zrušil rozhodnutí předchozího ministra Jana Kubiceho o odvolání Lessyho z funkce policejního prezidenta, vzniklo na policejním prezidiu dvojvládí – ve funkci byli dva policejní prezidenti zároveň. Ministr v demisi přitom neakceptoval stanovisko své poradní komise, která mu doporučila, aby řízení zastavil a počkal na rozhodnutí správního soudu. Ministr v demisi Martin Pecina ještě před vydáním rozhodnutí prohlásil: „Ten problém jsem nezpůsobil. Petra Lessyho i Martina Červíčka považuji za špičkové policisty, se kterýma se zcela určitě domluvím.“ Nastalé schizma pak řešil tak, že Petru Lessymu na jeho vlastní návrh nařídil dovolenou, fakticky ve funkci ponechal Martina Červíčka a vyčkával, až Martin Červíček splní svůj údajný slib, že v takovém případě sám odstoupí. V pořadu Otázky Václava Moravce v České televizi 15. prosince 2013 Martin Červíček odmítl, že by ministrovi slíbil dobrovolný odchod od policie; pouze prý řekl, že pokud k takové situaci dojde, že se k tomu nějakým způsobem postaví a budeme hledat řešení. Červíček v době dvojvládí odmítl vyhovět požadavku ministra v demisi Peciny, aby odvolal šéfy protikorupční policie a krajských ředitelství ve Zlínském, Olomouckém a Jihočeském kraji (trestním oznámením ze strany vedení zlínského ředitelství bylo iniciováno Lessyho odvolání); tyto tlaky byly podle něj také jedním z důvodů, proč odmítl odstoupit. Červíček též odmítl nabídku přijmout náhradou za odstoupení funkci styčného důstojníka na Slovensku. Prezident republiky Miloš Zeman pozval Martina Červíčka k audienci na Pražský hrad a vyjádřil mu podporu s tím, že definitivně by měl rozhodnout až nový ministr vnitra. Dne 9. prosince 2013 ministr vnitra v demisi Martin Pecina zahájil přezkumné řízení, které mělo prověřit platnost ustanovení Martina Červíčka do funkce policejního prezidenta v srpnu 2012, ačkoli ho od tohoto kroku odrazoval prezident republiky Miloš Zeman. Předseda policejního odborového svazu Milan Štěpánek avizoval, že během několika dnů nebo týdnů podá odborová organizace na ministra Pecinu trestní oznámení kvůli způsobu, jakým se snažil policejního prezidenta Červíčka donutit k personálním změnám a k rezignaci. Dne 12. prosince Pecina v České televizi řekl, že správní řízení ukončí asi až jeho nástupce, ačkoli původně odhadoval jeho délku na 14 dní. Uvedl, že pan Červíček pravděpodobně bude správní řízení účelově protahovat.
V lednu 2014 rozhodla poradní komise, že Červíček byl do funkce policejního prezidenta jmenován neoprávněně. Dne 7. ledna 2014 jej ministr vnitra v demisi Martin Pecina odvolal.

## Politická angažovanost
V komunálních volbách v roce 2014 byl zvolen zastupitelem obce Vysokov, a to na kandidátce subjektu „Sdružení VYSOKOV“. V komunálních volbách v roce 2018 byl znovu zvolen zastupitelem obce Vysokov, když kandidoval jako člen ODS na kandidátce subjektu „Sdružení VYSOKOV“. V komunálních volbách v roce 2022 již do zastupitelstva Vysokova nekandidoval.
V krajských volbách v roce 2016 byl lídrem kandidátky ODS v Královéhradeckém kraji a stal se krajským zastupitelem. Dne 14. listopadu 2016 byl zvolen 1. náměstkem hejtmana pro oblast dopravy a silničního hospodářství.
Ve volbách do Senátu PČR v roce 2018 kandidoval za ODS v obvodu č. 47 – Náchod. Se ziskem 26,49 % hlasů skončil v prvním kole voleb na 2. místě a ve druhém kole se utkal s lidovcem Pavlem Bělobrádkem. Toho porazil poměrem hlasů 56,46 % : 43,53 % a stal se senátorem. V únoru 2020 byl zvolen předsedou Senátorského klubu ODS, jelikož dosavadní předseda klubu Miloš Vystrčil se stal předsedou Senátu PČR po zesnulém Jaroslavu Kuberovi. Funkci předsedy senátorského klubu zastával do října 2020, kdy jej nahradil Zdeněk Nytra.
V Senátu je členem Senátorského klubu ODS a TOP 09, Výboru pro zahraniční věci, obranu a bezpečnost, je rovněž předsedou Podvýboru pro vnitřní bezpečnost a integrovaný záchranný systém (IZS) Výboru pro zahraniční věci, obranu a bezpečnost.
V krajských volbách v roce 2020 byl v Královéhradeckém kraji lídrem společné kandidátky ODS, hnutí STAN a hnutí Východočeši. Mandát krajského zastupitele se mu podařilo obhájit. Dne 2. listopadu 2020 byl zvolen hejtmanem Královéhradeckého kraje. Koalici vytvořili první „Koalice ODS, STAN, VČ“, třetí Piráti, pátá „Koalice KDU-ČSL, VPM, Nestran.“ a šestá „Koalice TOP 09, HDK, LES“. Ve funkci hejtmana vystřídal Jiřího Štěpána z ČSSD. V březnu 2024 byl zvolen lídrem koalice ODS, KDU-ČSL a VČ pro krajské volby v roce 2024. Mandát krajského zastupitele se mu podařilo obhájit. Nicméně se ODS nestala součástí nové krajské koalice a dne 4. listopadu 2024 jej ve funkci hejtmana Královéhradeckého kraje nahradil Petr Koleta z hnutí ANO.
Ve volbách do Senátu PČR v roce 2024 obhajoval za ODS mandát senátora v obvodu č. 47 – Náchod. Podporovali jej také KDU-ČSL, TOP 09 a hnutí STAN. V prvním kole vyhrál, když získal 48,73 % hlasů. Ve druhém kole se utkal s členem hnutí ANO Janem Borůvkou, kterého porazil se ziskem 62,18 % hlasů, a zůstal tak senátorem.